# Stloukání Mléčného moře

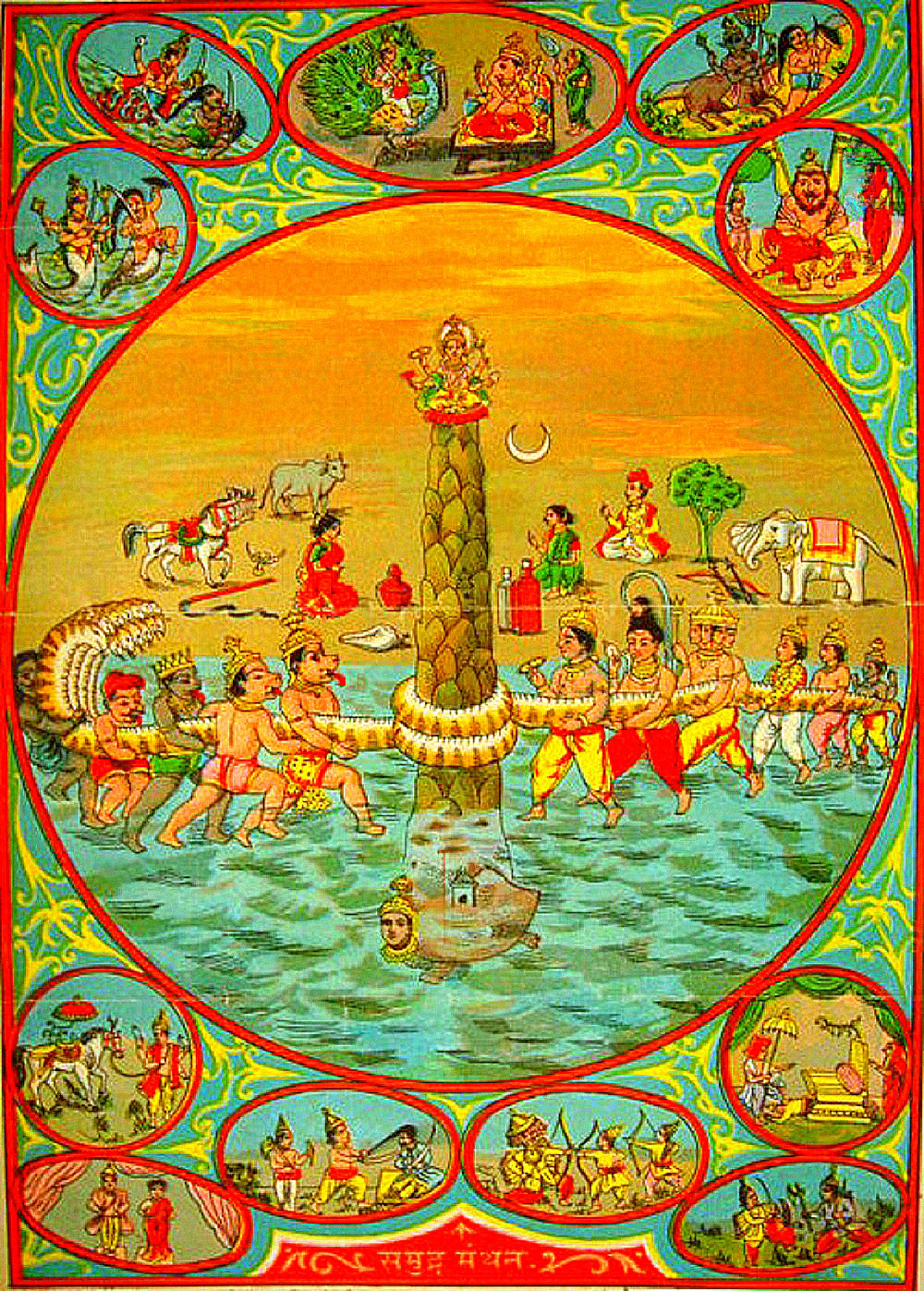
Stloukání Mléčného moře na tisku z 10. let 20. století

Stloukání Mléčného moře je hinduistický kosmogonický mýtus vyprávějící o tom jak dévové-bohové a jejich protivníci asurové spolupracovali na vytvoření různých prvků stvoření, včetně amrty, nápoje nesmrtelnosti. Patří k nejoblíbenějším mýtům v hinduistické literatuře. Mléčné moře (Ksíra Ságara) je jedním sedmi moří, která obklopují sedm kontinentů zvaných dvípa.

## Verze
Podle Višnupurány stloukání Mléčného moře předcházela urážka ršiho-mudrce Durvásase bohem Indrou, vládcem tří světů, které následovala světcova kletba směřovaná na krále bohů. V jejím důsledku došlo k úpadku mravů i zbožnosti a oslabení bohů, na které reagovali asurové a daitjové útokem. Bohové se následně uchýlili k Brahmovi, který jim poradil aby vzývali Višnua, kterým jim nakázal aby naházeli do Mléčného moře všechny druhy bylin, a společně se svými protivníky použili horu Mandaru jako kvedlačku a hada Vásukiho jako lana, čímž měli získat amrtu, nápoj nesmrtelnosti a tím i zpět svoji sílu. Dévové následně slíbili asurům podíl na nápoji, přestože je od začátku zamýšleli podvést. Poté co začali se stloukáním byli asurové páleni plameny z hadovy koruny, zatímco bohové byli ovíváni jemným vánkem, a Višnu sám na sebe vzal podobu želvy Kurmy a posloužil za podložky hory Mandary, zároveň však i pomáhal Vásukimu, byl přítomen mezi oběma skupinami bytostí a v podobě ptáka Garudy nad celou událostí dohlížel z vrcholku hory.
Během stloukání vzešli z Mléčného moře různé druhy divů. Nejdříve božská kráva Surabhí, poté bohyně vína Váruní, nebeský strom Paridžáta, nebeské víly apsary a Měsíc, který si přisvojil Šiva. V následujících okamžicích se z moře vylil jed kterého se zmocnil hadí národ nágů a poté z něj vyšel lékař bohů Dhanvanatri s pohárem amrty, a bohyně štěstí Šrí, kterou samotné moře obdarovalo nevadnoucím květinovým věncem a Višvakarman šperky. Poté se asurové dožadovali nápoje nesmrtelnosti, ale Višnu na sebe vzal ženskou podobu a odlákal jej dokud bohové amrtu nevypili, načež asurové uprchli do podsvětní Pátály.
Podle Máhábháraty uvažovali bohové na hoře Méru o tom jak získat amrtu a na radu Višnua se dali společně s asury do stloukání Mléčného moře. Většina detailů odpovídá samotného aktu odpovídá Višnu puráně, ale objevují se i další motivy. Například je uváděno že během stloukání se vzňali stromy na hoře Mandara a jejich míza stekla do moře, kde se stloukáním změnila v mléko a následně v máslo. Též se v ní vypráví o tom jak asura Ráhu zmocnil doušku amrty, načež mu Višnu uťal hlavu. Vzhledem k tomu že amrta byla ztotožňována s Měsícem-Sómou vyprávělo se že Ráhu způsobuje přibývání a ubývání Měsíce, jak jej stále hltá a jak mu naopak vychází z hrdla.